# إليسا توفاتي
إيليسا توفاتي (بالفرنسية: Elisa Tovati)‏ أو إيليسا توواتي (بالفرنسية: Elisa Touati)‏ هي ممثلة ومغنية وإعلامية فرنسية ولدت في يوم 23 مارس 1976 في عاصمة فرنسا باريس وهي من أصل يهودي روسي مغربي.

## وصلات خارجية
- إليسا توفاتي على موقع IMDb (الإنجليزية)
- إليسا توفاتي على موقع ألو سيني (الفرنسية)
- إليسا توفاتي على موقع ميوزك برينز (الإنجليزية)
- إليسا توفاتي على موقع أول موفي (الإنجليزية)
- إليسا توفاتي على موقع قاعدة بيانات الأفلام السويدية (السويدية)
- إليسا توفاتي على موقع ديسكوغز (الإنجليزية)
- إليسا توفاتي على موقع قاعدة بيانات الفيلم (الإنجليزية)
- إليسا توفاتي على موقع كينوبويسك (الروسية)

- إليسا توفاتي على قاعدة بيانات الأفلام على الإنترنت